# Bồ kết ba gai
Bồ kết ba gai (danh pháp hai phần: Gleditsia triacanthos) là một loài cây gỗ lá sớm rụng có nguồn gốc ở miền đông Bắc Mỹ. Nó chủ yếu được tìm thấy trong các vùng đất ẩm ướt ven các thung lũng sông từ đông nam Nam Dakota kéo dài về phía nam tới New Orleans và miền trung Texas và về phía tây tới trung Pennsylvania.

## Tác dụng
Quả Bồ kết có thể sử dụng để nấu làm nước gội đầu, trị gàu rất tốt. Mặt khác, nó còn có tác dụng kích thích da đầu mọc tóc. Nước nấu quả Bồ kết bôi lên da trong khi tắm sẽ làm sạch lớp ghét bám trên da một cách rất hữu hiệu, làm cho da sạch sẽ, mịn màng. Tuy nhiên, nếu để nước bồ kết dính vào mắt thì sẽ làm cho niêm mạc trong mắt bị bỏng rát, sưng đỏ rất nguy hiểm.

## Liên kết ngoài

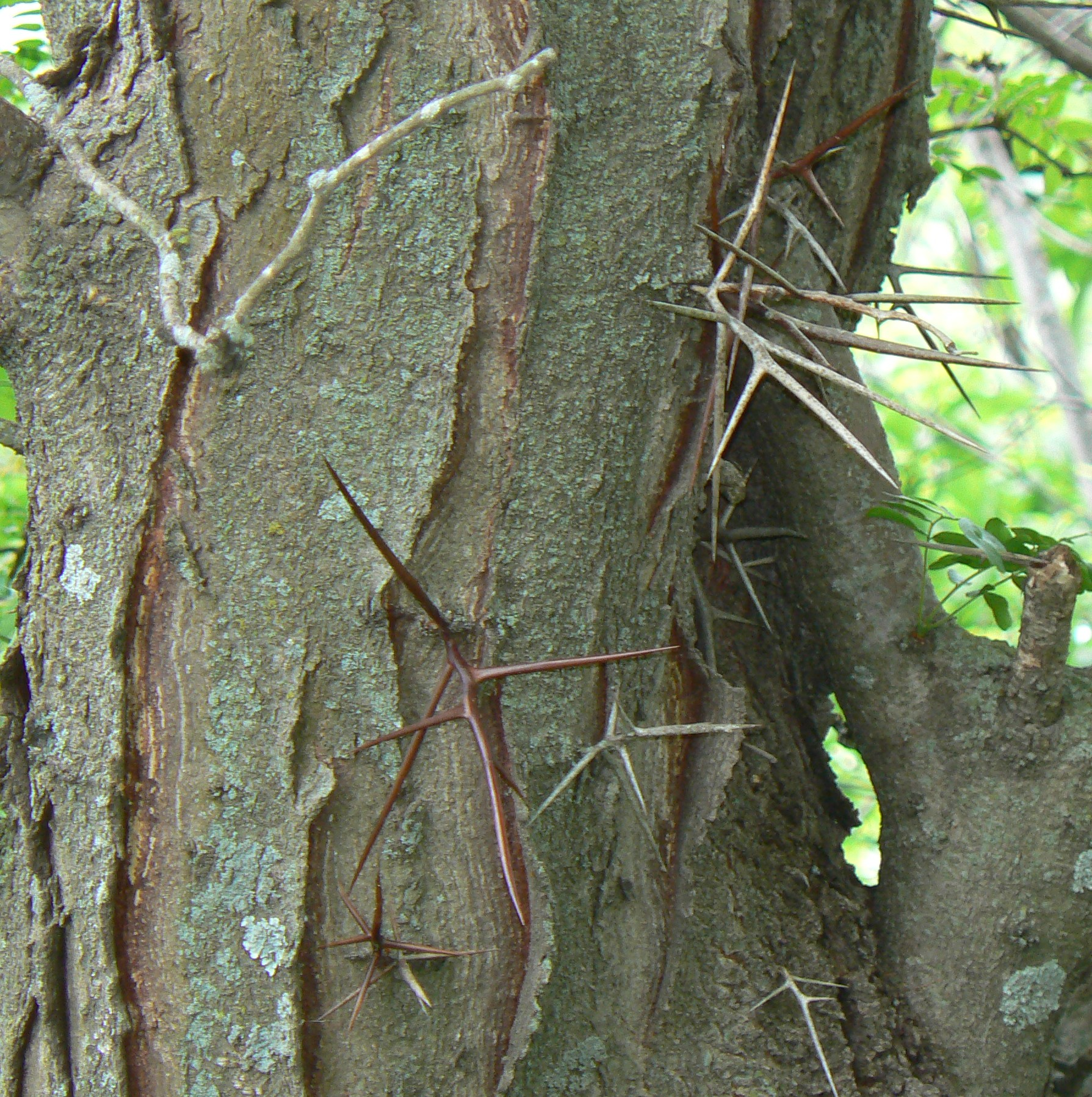
Gai của bồ kết ba gai
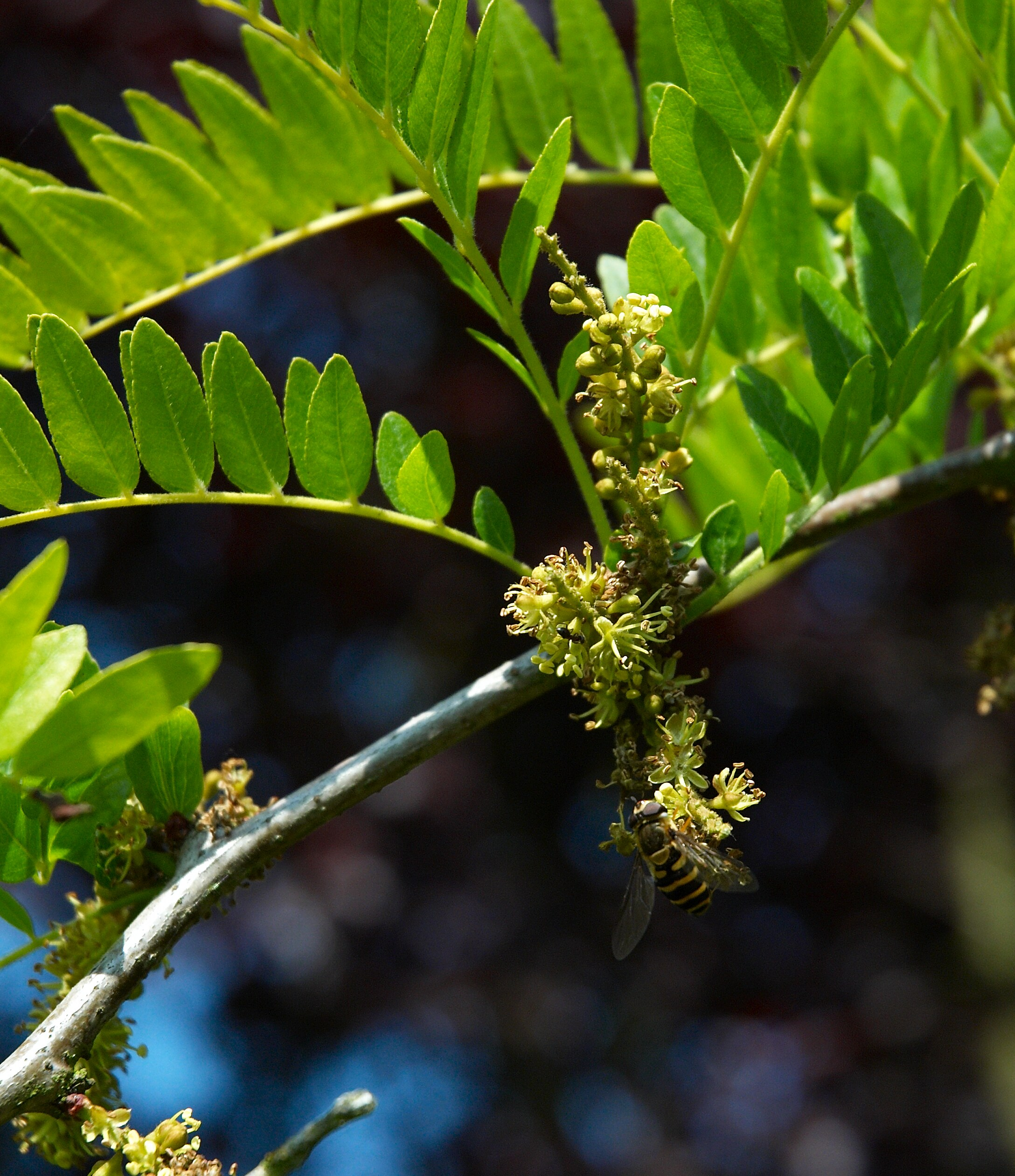
Lá và chồi hoa bồ kết ba gai
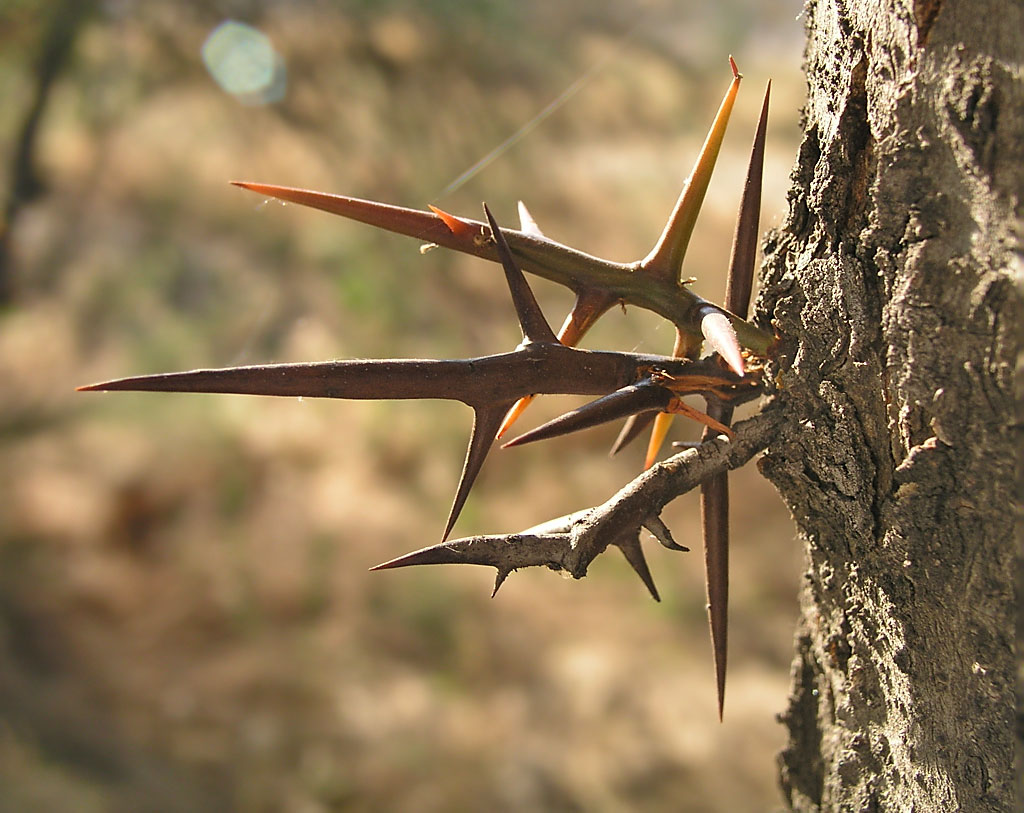
Ba gai của bồ kết ba gai
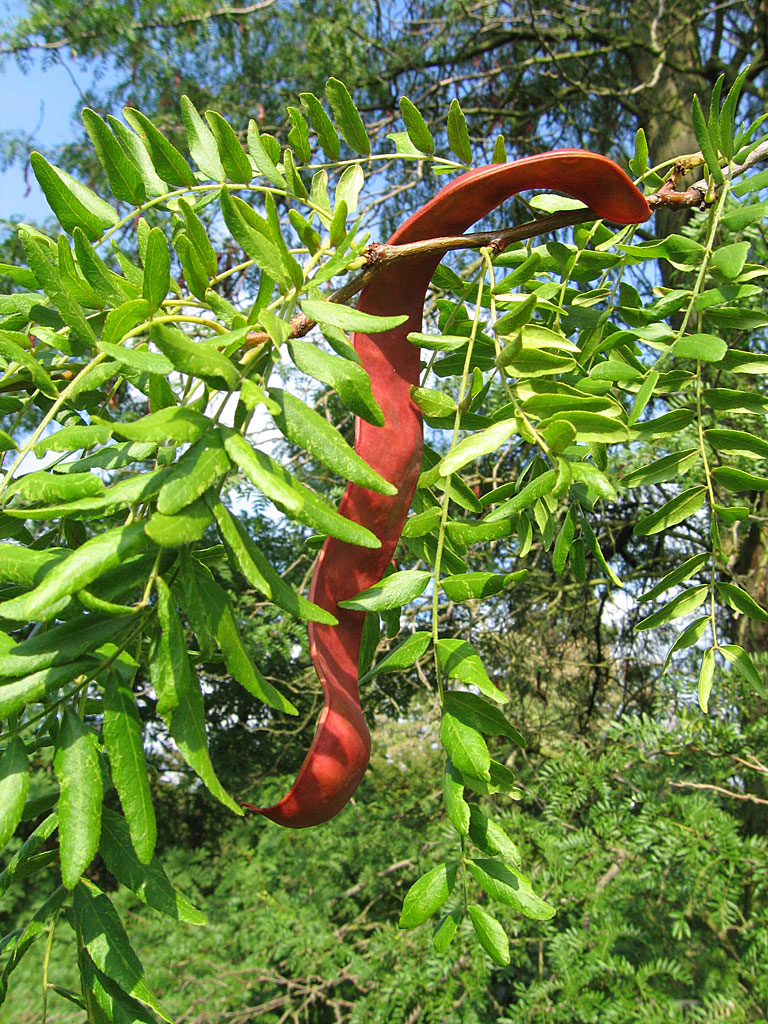
Quả đậu đã chín
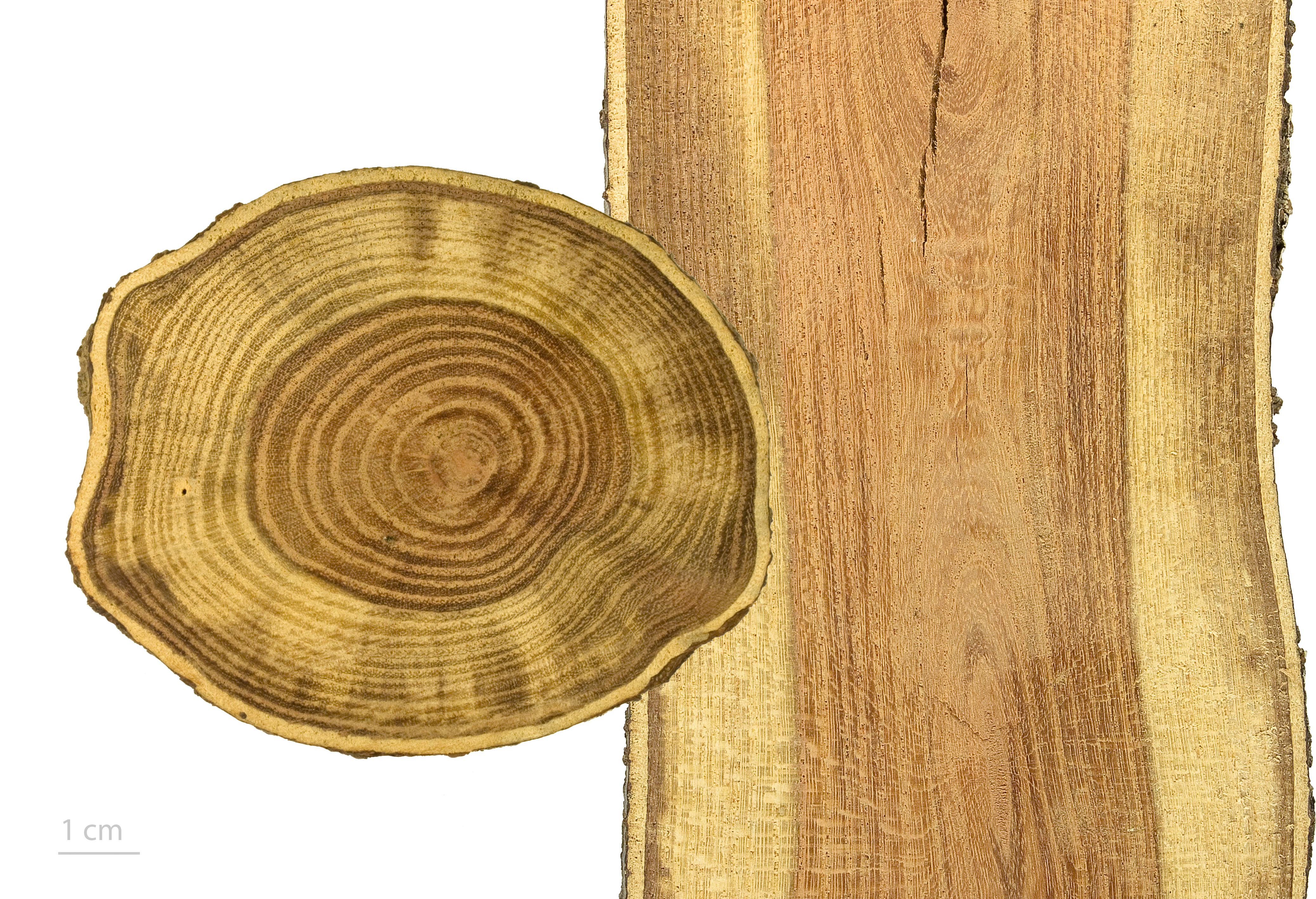
Gleditsia triacanthos